# Малая Покровская улица
Ма́лая Покро́вская у́лица — улица в историческом центре Нижнего Новгорода. Проходит от улицы Звездинка до Похвалинского съезда.

## Название
Так же, как и Большая Покровская, названа по стоявшей на последней церкви Покрова Пресвятой Богородицы. В 1924 году Малую Покровскую переименовали в улицу Воробьёва, в честь Якова Зиновьевича Воробьёва, руководителя Нижегородской Губернской Чрезвычайной Комиссии (ГубЧК) в 1918—1919. Историческое название улице было возвращено в 1991 году. До сих пор в народе улицу иногда называют «Воробьёвкой».

## История
Северная граница улицы была зафиксирована планом 1770 года. Как улица от Большой Покровской до Монастырского оврага (ныне — Похвалинский съезд), Малая Покровская была определена архитекторами А. А. Бетанкуром и В. И. Гесте лишь в 1823—1824 годах.
В начале XIX века Малая Покровская находилась на границе Нижнего Новгорода, её изгибы точно повторяют контуры Большого острога, внешнего кольца деревянных укреплений вокруг Кремля.
В 1830-х годах Малая Покровская стала крупной транспортной магистралью между Муромско-Арзамасским трактом и мостом через Оку. Её очертания и назначение значительно уточнялись планом города 1834—1839 годов.
В середине XIX века улица начинает застраиваться каменными домами по проекту городского архитектора Н. И. Ужумедского-Грицевича.
В 1896 году на Малой Покровской было открыто трамвайное движение, когда были пущены две однопутные линии шириной колеи 1000 мм. Верхняя линия шла из Кремля по Малой и Большой Покровским улицам, по Похвалинской улице к Смирновскому саду (сейчас на месте сада находится набережная Федоровского). Нижняя же шла от Скобы по Рождественской улице до площади у плашкоутного моста (ныне — Благовещенской). Концы этих линий, впоследствии, были соединены Похвалинским и Кремлёвским элеваторами.
В 90-е годы XX века из-за Малой Покровской Нижний Новгород называли архитектурной столицей России. Причиной этому послужило здание банка «Гарантия», проект которого был разработан архитекторами Пестовым, Харитоновым, Поповым и Гольцевым. Здание часто называют «сундучком с замочком» из-за округлых форм и входа в виде замочной скважины.

## Здания
- № 4 (литер А1) — Дом Ф. К. Добровольского
- № 14 — Дом А. И. Надеждиной — М. А. Комаровой
- № 16 — Дом чекиста